# Zodarion modestum
Zodarion modestum là một loài nhện trong họ Zodariidae.
Loài này thuộc chi Zodarion. Zodarion modestum được Eugène Simon miêu tả năm 1870.